# Lipni Dol
Lipni Dol – wieś w Słowenii, w gminie Laško. W 2018 roku liczyła 29 mieszkańców.